# Dear 親愛的
《dear 親愛的》是日本漫畫家藤原可可亞所創作的漫畫，以及依此改編的廣播劇CD。《dear 親愛的》最初在2002年日本史克威爾·艾尼克斯發行的《月刊GANGAN WING》雜誌8月號開始連載，最後於同雜誌2008年1月號結束連載。台灣的繁體中文版由東立出版社所代理發行。故事的世界觀繼承《我的狼魔王》及《我的狼情人》兩部作品，《我的狼魔王》故事描述等級零的勇者小桃與擁有魔狼的右手的魔王昴，一起旅行的故事，《我的狼情人》的故事是受到魔狼的詛咒與頭腦少根筋的將軍布莉諾·哈威爾，以及認真起來會生氣的部下紅與做起事來我行我素的奇洛，三人一起踏上解除詛咒之旅，而《dear 親愛的》的故事描述魔狼的女孩子散葉與朋友妃杈再度相遇，以及與週遭的人們的故事。

## 故事簡介
在《dear 親愛的》的故事描述一名散葉是個魔狼的女孩子。有一天，散葉來到人類村莊時遇到了以前的唯一的朋友妃杈，但是妃杈不記得散葉的所有的事。後來又陸續的出現了小桃、昴、奇洛、紅、布莉諾等人。小桃與昴，是應為要治昴的手，而布莉諾與紅還有奇洛，是三人一組的都是昴的部下，布莉諾是將軍，同時，布莉諾體內也存有魔狼的靈魂，但遇到散葉後變的比較安定了。雖然說小桃、昴等五人來到了此地，並居留下來，但他們的秘密，妃杈並不知道，是他們五人刻意隱瞞的，因為妃杈是這鎮上的隊伍裡的副隊長，這隊伍是專門對付魔怪的，而昴、奇洛、紅都是人形魔怪布莉諾體內也有魔狼（而散葉本身就是魔狼，但平常就只有妃杈與那五人以及隊長知道散葉的事，隊上的其他成員都不知道，所以散葉才一直都得以待在隊伍裡面），所以他們都不讓妃杈知道這件事。日子久了，大家感情都變的很好，散葉、布莉諾、小桃都變成了好朋友，而昴還是一樣愛小桃，妃杈也還是很喜歡散葉，散葉也還是一心想治妃杈的不死之身，因為當初，妃杈的不死之身是散葉在不經意的情況之下轉移的，但這卻讓妃杈很困擾，甚至因此恨過散葉，還想把散葉殺了，所以散葉很想幫妃杈。因為種種原因，故事裡的主角們齊聚一堂，開始尋找各自的答案。

## 登場人物
注意：聲優為廣播劇CD。
散葉（配音員：松岡由貴）
魔狼族的倖存的少女。年齡與妃杈同年（本人自稱）。身高155cm。血型是B型（看了血型分析後擅自認定是O型）。
與妃杈相遇所發生的事情不明。小時候曾經被當作活神仙，而被神社逼迫半監禁的生活。當時大人們為了擁有不死的力量，將壓力發洩到她身上而頻繁地使用暴力。遇見妃杈之後，兩人打算逃出神社，但是被妃杈的養父母捉住，將兩人分開。這時候，散葉將她的不死的力量轉移到妃杈身上，所以現在的散葉沒有不死的力量，受傷時也無法自我痊癒。
七年後，為了與成為魔者討伐隊的副隊長的妃杈再度相遇。而在討伐隊內打雜。喜歡幫別人取綽號，所以主要角色全部都有綽號。與妃杈分別後的七年之間，大部分的知識都從電視節目獲得居多。一般來說魔狼擁有某種特殊能力，但是她並不明白。外觀與普通的人沒什麼兩樣，但是受到驚嚇時或遇到同族的力量的話眼睛跟耳朵會變成魔狼的樣子。她一直尋找著妃杈解除不死的詛咒的方法。興趣是看電視與觀察人類。
小桃·瑟拉伊（配音員：折笠富美子）
貧窮而且等級零的勇者。4月30日出生，18歲。身高156cm。血型是O型。
擁有「魔力」的人類，頭髮和皮膚偏白。等級零的原因是沒有考試的錢，實際上並不是那樣（運動神經並不差只是找不到秘訣）。因為她擁有魔力，在她小時候被其他人藐視，唯一能夠理解她的人是她的母親，但是在她的母親過世之後她便獨自一人過活。現在尋找著治療昴的魔狼的右手的方法。
夢想是建立自己的家。非常的節儉，對別人沒吃完的食物跟還能使用的東西非常生氣。以前有勇者的工作來維持生計（等級零接不到工作），現在在討伐隊與凱因的家幫忙。使用的武器是細劍，擅長作料理。
布莉諾·哈威爾（配音員：桑谷夏子）
人型的魔族，魔王軍的將軍（雖然說是國家公務員）。5月5日出生，18歲。身高160cm。血型是A型。
才色兼備、頭腦明晰的將軍，但是個性十分的笨拙。因為是個美人而受到魔王軍跟討伐隊得男性職員巨大的歡迎。因為看到了魔狼的手臂的木乃伊而受到了魔狼的詛咒。雖然昴曾經解除一次詛咒，看到散葉發出來了的「光之柱」而復發。不知道為什麼會魔狼化，讓周圍的人感到為難。魔狼的時候與平常不同而且笑容全開。
魔狼化時會抱住紅。其實上她是有錢人家的大小姐，擅長拉小提琴。雖然她從來不參加戰鬥，不過有一把配槍。布莉諾的魔狼的心想著「想遇到同胞」，而跟紅、奇洛一起來到魔狼（散葉）所居住的島嶼。跟小桃一樣在討伐隊與凱因的家幫忙。但是笨手笨腳的她，常常動不動就摔破盤子。
妃杈·斯梅拉奇（配音員：緒方惠美）
討伐隊的副長。9月29日出生，17歲。身高173cm。血型是A型。
小時候為了保護散葉而受了重傷，而從散葉得到了的不死的力量。因此，不論是受到多麼厲害的傷也會自我痊癒，但是痛苦總是隨伴著。他是大富豪的後嗣的養子，想要將不死的力量捨棄掉。為了幫助散葉避免其他人的虐待，將他藏匿到沒有人的地方。這是兩人的相遇。
失去記憶的時候自己對「不死的詛咒的禍首」而對她不諒解，打算殺死她。由於記憶隨著一點一滴的回想起來跟散葉的「約定」，而再次跟她成為「朋友」。從一度想殺死她的念頭轉為真正喜歡上她。
凱因·克雷特（配音員：置鮎龍太郎）
討伐隊的隊長，有錢人。3月10日出生，29歲。身高183cm。血型是O型。
喜歡美麗的事物，對於醜陋的事物沒興趣，連看都不看一眼。最近跟饅頭店的人建立友情。喜歡散葉、妃杈、小桃、布莉諾、昴。喜歡收集名貴的盤子等餐具類與美術品。雖然他身為隊長，但是他的實力不強，在討伐魔怪時候成為作戰的總指揮。但是他自稱說鍛鍊到能夠守護村莊的程度，比腕力贏了奇洛。
昴·哈涅斯（配音員：水島大宙）
原魔王，人型的魔族。6月12日出生，21歲。身高179cm。血型是AB型。
因為喜歡上小桃想跟她在一起而放棄魔王的地位。擁有身為魔王的證明魔狼的右手。跟人類在一起時，魔狼右手與右半身產生了排斥反應。不允許別的男人接近小桃。如果昴一旦憤怒，意味著世界崩潰的危機。因為被詛咒的魔狼右手有可能治好與小桃分別，而與奏一起回到魔怪的大陸。夢想是跟小桃建立一個家然後一起生活。興趣是讀書與小桃（？）。
紅·曉（配音員：伊藤健太郎）
魔王（昴）的護衛，人型的魔族。7月1日出生，20歲。身高181cm。血型是A型。
與奇洛並列成為魔王軍的問題人物。個性一本正經而且容易動怒的人。很喜歡動物，只要動物發生事情一定是第一個趕到（但是他討厭害蟲）。常常被魔狼化的布莉諾被抱住或推倒，週遭的人誤以為跟布莉諾是一對。每次被奇洛說他像古人一樣。其實他的本性非常的和善，但是不能從他的外表以及粗魯的態度而明白。被布莉諾說「好色」的時候，而受到相當大的打擊。雖然他是魔族但是他沒有魔力。他是個使用自創劍術的高手，經常隨身攜帶著刀，興趣是收集古董。由於一些私人理由，並不喜歡說出他的姓氏。
奇洛·布爾赫斯（配音員：松本幸）
魔王（昴）的護衛，人型的魔族。12月24日出生，16歲。身高159cm。血型是O型。
跟紅一樣是魔王軍的問題人物，自稱「好孩子」的少年。個性我行我素。說話時使用著敬語，從可愛的外表和身高常常被誤認成女孩子。一旦說他是軟弱者的話個性變得非常火爆（尤其是「正太」）。由於他每天鍛鍊著身體，因此踢一腳就打倒了獸型的魔物。
喜歡戲弄紅為樂，每次被紅打的時候才停止，平常說起話來尖酸刻薄。他的魔力非常的強，使用著符咒作戰，但是使用符咒的話會被魔物發現，來到島上之後就不太使用符咒。喜歡做家事，夢想是成為能夠守護家族的家庭主夫。
梅
魔王（昴）的使魔犬。常常吞下衣服，然後再拿出來用。在這部作品當中最大的謎團的生物。喜歡女孩子。
瑪利亞·克雷特
凱因的母親。要強迫凱因去相親（廣播劇CD）。
阿貝爾·溫雷斯特（配音員：中田讓治）
以前曾經負責多項危險任務的討伐隊成員，因為他活用變裝和擬態能力，而被稱為傳說中的督察，有多方面興趣，家有女兒妻子

## 出版書籍
《dear 親愛的》的前篇《我的狼魔王》（わたしの狼さん。）於2001年8月27日發行單行本，而《我的狼情人》（わたしの狼さん。THE OTHER SIDE OF LYCANTHROPE）於2002年3月27日發行單行本，而本篇最初在2002年日本史克威爾·艾尼克斯發行的《月刊GANGAN WING》雜誌8月號開始連載，最後於同雜誌2008年1月號結束連載，於2005年8月10日發行單行本第一卷、2008年2月27日發行單行本最終第12卷。
新裝版為《我的狼魔王》和《我的狼情人》兩本合一。
我的狼魔王系列
| 卷數       | 史克威爾艾尼克斯 | 史克威爾艾尼克斯       | 長鴻出版社    | 長鴻出版社        |
| 卷數       | 發售日期         | ISBN                   | 發售日期      | ISBN              |
| ---------- | ---------------- | ---------------------- | ------------- | ----------------- |
| 我的狼魔王 | 2001年8月27日    | ISBN 978-4-7575-0530-8 | 2005年3月17日 | EAN 4710765193195 |
| 我的狼情人 | 2002年2月27日    | ISBN 978-4-7575-0648-0 | 2005年5月9日  | EAN 4710765194741 |

新裝版：2011年7月22日發行、ISBN 978-4-7575-3292-2（史克威爾艾尼克斯）
dear 親愛的
| 卷數 | 史克威爾艾尼克斯 | 史克威爾艾尼克斯                                                  | 東立出版社     | 東立出版社             |
| 卷數 | 發售日期         | ISBN                                                              | 發售日期       | ISBN                   |
| ---- | ---------------- | ----------------------------------------------------------------- | -------------- | ---------------------- |
| 1    | 2002年12月25日   | ISBN 978-4-7567-1418-3                                            | 2004年10月29日 | ISBN 978-986-11-5324-7 |
| 2    | 2003年9月27日    | ISBN 978-4-7575-1037-1（普通版） ISBN 978-4-7575-1038-8（限定版） | 2004年10月29日 | ISBN 978-986-11-5325-4 |
| 3    | 2003年10月27日   | ISBN 978-4-7575-1054-8                                            | 2004年11月29日 | ISBN 978-986-11-5326-1 |
| 4    | 2004年4月27日    | ISBN 978-4-7575-1188-0                                            | 2004年12月10日 | ISBN 978-986-11-5713-9 |
| 5    | 2004年10月27日   | ISBN 978-4-7575-1302-0                                            | 2005年1月31日  | ISBN 978-986-11-5896-9 |
| 6    | 2005年4月27日    | ISBN 978-4-7575-1416-4                                            | 2005年6月16日  | ISBN 978-986-11-6805-0 |
| 7    | 2005年11月27日   | ISBN 978-4-7575-1578-9                                            | 2006年2月14日  | ISBN 978-986-11-6806-7 |
| 8    | 2006年6月27日    | ISBN 978-4-7575-1690-8                                            | 2006年8月18日  | ISBN 978-986-11-8531-6 |
| 9    | 2006年12月27日   | ISBN 978-4-7575-1842-1                                            | 2007年3月8日   | ISBN 978-986-11-9450-9 |
| 10   | 2007年4月27日    | ISBN 978-4-7575-2001-1                                            | 2007年8月22日  | ISBN 978-986-11-9966-5 |
| 11   | 2008年2月27日    | ISBN 978-4-7575-2143-8                                            | 2008年6月26日  | ISBN 978-986-10-0896-7 |
| 12   | 2008年2月27日    | ISBN 978-4-7575-2227-5                                            | 2008年7月14日  | ISBN 978-986-10-1502-6 |

| 卷數 | 史克威爾艾尼克斯 | 史克威爾艾尼克斯       |
| 卷數 | 發售日期         | ISBN                   |
| ---- | ---------------- | ---------------------- |
| 1    | 2011年7月22日    | ISBN 978-4-7575-3291-5 |
| 2    | 2011年8月22日    | ISBN 978-4-7575-3341-7 |
| 3    | 2011年9月22日    | ISBN 978-4-7575-3341-7 |
| 4    | 2011年10月22日   | ISBN 978-4-7575-3396-7 |
| 5    | 2011年11月22日   | ISBN 978-4-7575-3423-0 |
| 6    | 2011年12月22日   | ISBN 978-4-7575-3463-6 |

## 廣播劇
《dear 親愛的》一共推出兩枚廣播劇CD，第一枚是2004年4月24日販售的同名廣播劇CD，第二枚是2006年8月4日販售的《dear 親愛的 A story of the next day》。

## 外部連結
- WING ONLINE（页面存档备份，存于）（日語）